# Piotr Kaleciak
Piotr Kaleciak (ur. 4 czerwca 1915 w Kasinie Wielkiej, zm. 9 czerwca 1978 w Mszanie Dolnej) − społecznik, nauczyciel, etnograf, propagator kultury ludowej, Zagórzanin.

## Życiorys
Urodził się 4 czerwca 1915 r. w Kasinie Wielkiej w rodzinie chłopskiej, syn Ludwika i Jadwigi z Kalitków. Szkołę powszechną ukończył w rodzinnej miejscowości a gimnazjum klasyczne ukończył w Nowym Sączu. Zainteresowanie ludoznawstwej zdobył w nowosądeckim gimnazjum dzięki  prof. Eugeniuszowi Pawłowskiemu. Po ukończeniu gimnazjum pojął studia w seminarium duchownym w Krakowie, studia przerwała mu II wojna światowa.

### Działalność w ZWZ i AK oraz tajne nauczanie.
Trudny okres wojny przeżył w rodzinnych stronach, gdzie już w kwietniu 1940 r. włączył się w działalność konspiracyjną Związku Walki Zbrojnej (potem Armia Krajowa), działał pod pseudonimem „Roś”. W tym czasie podczas partyzanckiej tułaczki związał się jeszcze bardziej z Zagórzanami. W latach 1942–1945 w Mszanie Dolnej i innych miejscowościach powiatu limanowskiego prowadził tajne nauczanie, które zaraz po wojnie przekształcił w Gimnazjum Ogólnokształcące z prawami państwowymi w Dobrej. Gimnazjum prowadził do końca 1947 r.

### Po wojnie
Po wojnie podjął studia na Uniwersytecie Jagiellońskim jednocześnie pracując w Uniwersytecie Ludowym w Szaflarach. W 1950 roku przeniósł się do Mszany Dolnej.
W latach 1945–1950 studiował filologię klasyczną pod kierunkiem prof. dra Tadeusza Sinki na Wydziale Humanistycznym Uniwersytetu Jagiellońskiego. Dyplom magistra zdobył na podstawie napisanej po łacinie pracy Herodot jako etnograf. Dalsze dwa lata studiów (od 1946 r.) poświęcił już ściśle etnografii i socjologii, studiując u profesorów Kazimierza Moszyńskiego i Kazimierza Dobrowolskiego. W 1956 roku otrzymał magisterium za pracę Rozwój narzędzi rolniczych w Kasinie Wielkiej, wsi powiatu limanowskiego, w latach 1948 – 1955 i ich rola w przeobrażeniach  gospodarczych i kulturowych. Dyplom magistra socjologii otrzymał na podstawie rozprawy Tradycje pańszczyźniane w Kasinie Wielkiej i ich społeczna rola. Obydwie prace napisał pod kierunkiem prof. Dobrowolskiego.
W latach 1953–1957 był aspirantem (doktorantem) w Katedrze Etnografii Ogólnej Uniwersytetu Jagiellońskiego przy katedrze prof. Kazimierza Dobrowolskiego. Wówczas, pod jego kierunkiem, powstały trzy kolejne prace Kaleciaka: 
- Postęp techniczny w rolnictwie w latach 1848 – 1955, jego uwarunkowanie i rola w przeobrażeniach społeczno – gospodarczych i kulturalnych (napisana w 1955 r., niepublikowana);
- Irracjonalne i racjonalne aspekty meteorologii w powiecie limanowskim
- Przemiany w wiedzy i wierzeniach ludowych, dotyczące zjawisk astronomicznych, dokonane w wieku XIX i XX we wsiach powiatu limanowskiego, ze szczególnym uwzględnieniem Kasiny Wielkiej[2].

W okresie studiów i aspirantury Piotr Kaleciak zaangażował się żywo w działalność polityczną i społeczną, m.in. był radnym Powiatowej Rady Narodowej w Limanowej, członkiem władz wojewódzkich Towarzystwa Wiedzy Powszechnej w Krakowie, przewodniczącym Front Jedności Narodu w Kasinie Wielkiej. Po skasowaniu aspirantur w 1959 roku powrócił w rodzinne strony i osiadł  na stałe w Mszanie Dolnej. Przez wiele lat pracował na terenie powiatu limanowskiego oddając się działalności społecznej i politycznej. Należał do licznych organizacji społecznych,  był prezesem GS-u, pracował w Urzędzie Gminnym i Związku Pszczelarskim (uzyskał nawet tytuł mistrza w zawodzie pszczelarza). Współpracował również z Towarzystwem Wiedzy Powszechnej Zarządu Wojewódzkiego w Krakowie. W  ramach tej kooperacji zorganizował dla gospodyń z Mszany Dolnej szkolenia z zakresu gotowania, pieczenia, szycia i robótek ręcznych, które sfinansował Bank Spółdzielczy w Mszanie Dolnej.
W tym czasie zajął się też badaniami  etnograficznymi nad regionem zagórzańskim i Lachami Limanowskimi.  Związany był z Oddziałem Polskiego Towarzystwa Ludoznawczego w Mszanie Dolnej, który współorganizował i od 1957 roku był towarzyszem pracy ludoznawczej Sebastiana Flizaka. Był wiceprezesem PTL Mszana Dolna w latach 1950–1972, po śmierci Flizaka prezesem Oddziału (od 1972 do czerwca 1978 r.). Jego praca dla mszańskiego PTL bardzo korzystanie wpłynęła na oddział, powiększył się on do 75 członków, których przygotowywał metodologicznie do prac terenowych, pomagał opracowywać zebrane materiały, uczył rozumieć, pielęgnować oraz upowszechniać tradycję ludową. Był bardzo aktywnym członkiem PTL, współdziałał też w pracy zarządu głównego PTL we Wrocławiu. Popularyzował piękno i wartości wychowawcze kultury ludowej w szkołach, zakładach pracy oraz wśród mieszkańców poprzez mszański radiowęzeł.
Zmarł 9 czerwca 1978r. w Limanowej; spoczywa na cmentarzu parafialnym w Mszanie Dolnej.

## Odznaczenia
- Medal Zwycięstwa i Wolności 1945
- Odznaka 1000-lecia Państwa Polskiego
- Medal Zasłużony Działacz Ruchu Spółdzielczego
- Krzyż Kawalerski Orderu Odrodzenia Polski[6]